# Torgerd Hølgebrud
Torgerd Hølgebrud o Holgebrud (en nórdico antiguo: Þorgerðr Holgabrúðr) es un personaje femenino de la mitología nórdica. El perfil de Torgerd puede ser una deidad, un elfo, una valquiria o cualquier otro elemento del mundo espiritual, asociada a la dinastía Håløygætten y los jarls de Lade. Posiblemente pertenece a una forma primitiva de culto a una deidad nórdica, y que aparece en las sagas nórdicas como principal referente y protector del clan familiar de Haakon Jarl. En las leyendas precristianas Torgerd era esposa (o hija) del rey Hølgi, el apodo Holgabrúðr significa precisamente «novia de Hølgi».
En la saga Jomsvikinga, Haakon Jarl invoca a Torgerd durante la batalla de Hjörungavágr (986) y al encontrar una feroz resistencia decide sacrificar a su hijo Erling con el objetivo de asegurarse el triunfo, enviando a su thrall Tormod Kark para ejecutarlo. Tras el sacrificio se desata una violenta tormenta de granizo y los jomsvikings observan como Torgerd y su hermana Irpa, lanzan flechas de sus dedos y cada una bate a uno de sus enemigos.

## Irpa
Irpa aparece junto a su hermana en la saga Jómsvíkinga (cap. 21),  saga de Njál (cap. 88), y Þorleifs þáttr jarlaskálds.(cap. 7 o cap. 173 en Óláfs saga Tryggvasonar) Sin embargo no aparece en otras fuentes como Skáldskaparmál, saga Færeyinga (cap. 23), Harðar saga ok Hólmverja (cap. 19) y una breve cita en Ketils saga hœngs (cap. 5) donde se cita a Torgerd en solitario. 
Por su presencia en diversas sagas nórdicas, es posible que el culto a Torgerd e Irpa tuviese presencia en otras regiones escandinavas y no fuera exclusivo de Hålogaland.